# Leone Best 2008
Leone Best 2008 è un album di Leone Di Lernia.

## Tracce
1. Ti ricordi dello zoo
2. Si nu baccalà
3. La vita è bella
4. Sono arrivate le zooccoline
5. Lo Zoo non finirà mai
6. Uè ricchiò fai Squich
7. Vaffangul
8. Depravato
9. A Grattosoglio
10. Il re della vergogna
11. Casa di Lernia
12. Ignorante
13. Pesce di mare
14. L'africano
15. Dici ca si spagnola
16. Ci hanno rotto i coglioni
17. Squich
18. Sfigato
19. Sfigato 2
20. Sfigato 3